# Johannes Georg Bednorz
Johannes Georg Bednorz (Neuenkirchen, RFA, 1950) és un físic alemany guardonat amb el Premi Nobel de Física l'any 1987, compartit amb Karl Alexander Müller pel descobriment de superconductors d'alta temperatura.
El seu entusiasme per les ciències naturals es trobava originàriament més en el camp de la química que no pas en la física. Les lliçons de física eren més teòriques, mentre que les de química incloïen experiments pràctics amb resultats sovint imprevistos. Després de graduar-se a l'escola secundària a l’institut Martinum d’Emsdetten, Bednorz va començar a estudiar química a la Universitat Wilhelms de Westfàlia a Münster el 1968. Com que se sentia perdut entre els nombrosos estudiants i també havia suspès les proves d'accés a les pràctiques d'introducció a la química, va passar a l'assignatura de mineralogia. Va escriure la seva tesi de diploma sota la supervisió de Wolfgang Hoffmann en el camp de la cristal·lografia sobre perovskites sintètiques.

## Biografia
Va néixer el 16 de maig de 1950 a la ciutat alemanya de Neuenkirchen, situada a l'estat alemany de Renània del Nord-Westfàlia, fill d'un professor d'escola primària, Anton i d'una professora de piano Elisabeth Bednorz, era el més petit de quatre fills. Els seus pares eren tots dos de Silèsia a l'Europa central, però es van veure obligats a moure's cap a l'oest en les turbulències de la Segona Guerra Mundial.
Quan era petit, els seus pares van intentar que s'interessés per la música clàssica, però ell estava més inclinat a la pràctica, preferint treballar amb motos i cotxes. (Tot i que quan era adolescent finalment va aprendre a tocar el violí i la trompeta.) A l'institut va desenvolupar un interès per les ciències naturals, centrant-se en la química, que va poder aprendre de manera pràctica mitjançant experiments.
El 1968, Bednorz es va matricular a la Universitat de Münster per estudiar química. No obstant això, aviat es va sentir perdut en el gran nombre d'estudiants i va optar per canviar a l'assignatura molt menys popular de la cristal·lografia, un subcamp de la mineralogia a la interfície de la química i la física. El 1972, els seus professors Wolfgang Hoffmann i Horst Böhm van organitzar que passés l'estiu a l’IBM Zurich Research Laboratory com a estudiant visitant. L'experiència aquí marcaria la seva carrera posterior: no només va conèixer el seu posterior col·laborador Karl Alexander Müller, el cap del departament de física, sinó que també va experimentar l'atmosfera de creativitat i llibertat conreada al laboratori d'IBM, al qual acredita com un una forta influència en la seva manera d'entendre la ciència.
Després d'una altra visita el 1973, va anar a Zuric el 1974 durant sis mesos per fer la part experimental del seu treball de diplomatura. Aquí va ger créixer cristalls de SrTiO₃, un material ceràmic que pertany a la família de les perovskites. Müller, també interessat en les perovskites, el va instar a continuar la seva recerca i, després d'obtenir el seu màster a Münster el 1977, Bednorz va començar un doctorat a l'ETH Zürich (Institut Federal Suís de Tecnologia) sota la supervisió de Heini Gränicher i Alex Müller. El 1978, la seva futura esposa, Mechthild Wennemer, a qui havia conegut a Münster, el va seguir a Zuric per començar el seu doctorat.
El 1982, després d'obtenir el doctorat a l'Institut Tecnològic Federal de Suïssa es va incorporar al laboratori d'IBM. Allà, es va unir a la investigació en curs de Müller sobre superconductivitat. El 1983, Bednorz i Müller van iniciar un estudi sistemàtic de les propietats elèctriques de la ceràmica formada a partir d'òxids de metalls de transició, i el 1986 van aconseguir induir superconductivitat en un òxid de coure de bari de lantà (LaBaCuO, també conegut com LBCO). La temperatura crítica de l'òxid (Tc) era de 35 K, 12 K més que el registre anterior. Aquest descobriment va estimular una gran quantitat d'investigacions addicionals en superconductivitat d'alta temperatura en materials cuprats amb estructures similars a LBCO, que aviat va portar al descobriment de compostos com BSCCO (Tc 107K) i YBCO (Tc 92K).

## Recerca científica
El 1982, entrà a treballar al laboratori d'investigació de l'empresa IBM a Zúric. Allà conegué el físic suís Karl Alexander Müller i inicià els seus treballs al voltant de la superconductivitat i els efectes que es produeixen sobre aquesta en aplicar-hi altes temperatures en ceràmica d'òxid de coure juntament amb Karl Alexander Müller el 1983. Un article d'AW Sleight, J.L. Gillson i P.E. Bierstedt va suggerir que els superconductors potencials resideixen sota els òxids. Aquesta era una idea poc convencional en aquell moment, ja que aquests materials només es coneixien com a aïllants o semiconductors. En aquella època, la superconductivitat només era coneguda per a uns quants metalls. Un aliatge de germani i niobi tenia la temperatura de transició més alta de 23 Kelvin fins a aquest moment. L'any 1986, Bednorz i Müller van poder demostrar per primera vegada una temperatura de transició de 35 Kelvin en un cuprat de bari-làntan (La 1,85 Ba 0,15 CuO 4). En aquell moment, aquesta era la temperatura més alta mesurada mai per a la superconductivitat. Així mateix, treballaren plegats en l'estudi de les propietats de la ceràmica formada a partir de l'oxidació de materials de transició.

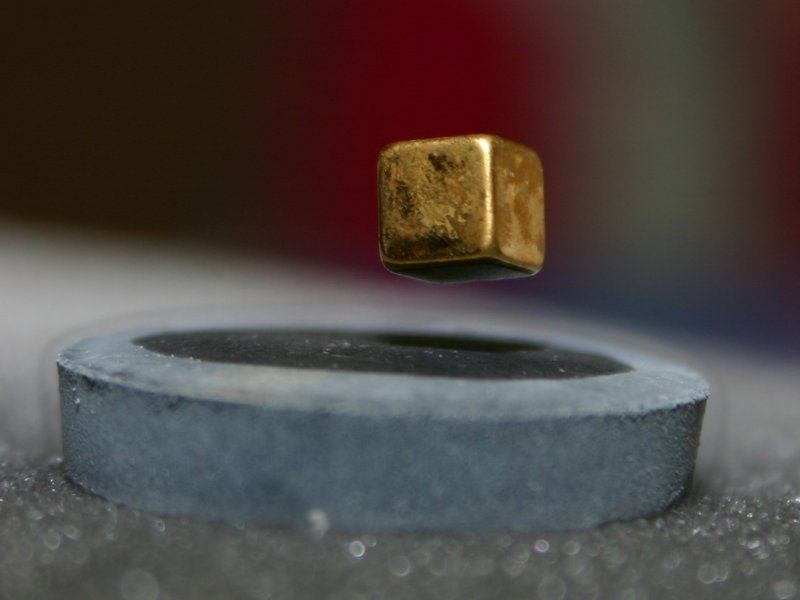
Un imant flota per sobre d'un superconductor d'alta temperatura (efecte Meißner-Ochsenfeld)

## Premi Nobel de Física 1987
El 1987, Bednorz i Müller van rebre conjuntament el Premi Nobel de Física "pel seu important avenç en el descobriment de la superconductivitat en materials ceràmics". El mateix any Bednorz va ser nomenat IBM Fellow.
Aquest va ser el temps més curt entre un descobriment i l'atorgament d'un Premi Nobel, seguit de prop per l'evidència experimental de les ones gravitacionals, que es va publicar el febrer de 2016 i també va rebre el Premi Nobel l'any següent (2017).

### Més investigacions i aplicacions
Després de les publicacions i del premi Nobel, molts científics es van dedicar a investigar el fenomen descobert. Després del seu treball de recerca a IBM, va treballar com a consultor per a aplicacions de superconductors. Des de l'avenç de Bednorz i Müller, s'han investigat moltes mescles de materials noves i s'han assolit temperatures de transició cada cop més elevades, de manera que aviat un nitrogen líquid econòmic va ser suficient per refredar els superconductors. Així, la transmissió d'energia sense pèrdues es podria provar a la pràctica. Una línia de mitjana tensió superconductora de 10 kV està en funcionament amb èxit a la ciutat d'Essen des de l'abril de 2014. La investigació addicional es fa sobre motors i generadors superconductors, així com sobre coixinets magnètics superconductors i emmagatzematge d'energia magnètica superconductora.

## Premis i guardons
El 1987, Bednorz va ser nomenat IBM Fellow. El 1998 es va convertir en membre de l'American Physical Society, i va ser elegit a l'Acadèmia Nacional de Ciències dels Estats Units el 2018.
Les universitats de Salzburg, Regensburg, la Universitat Estatal de Tbilisi, la Universitat de Silèsia de Katowice i la Universitat de Münster li van atorgar doctorats honoris causa.
Bednorz és un ciutadà honorari d'Emsdetten. Al seu lloc de naixement, Neuenkirchen, Georg-Bednorz-Straße porta el seu nom. Al districte de St. Arnold, la comunitat va fer instal·lar una placa commemorativa a la casa on va néixer.

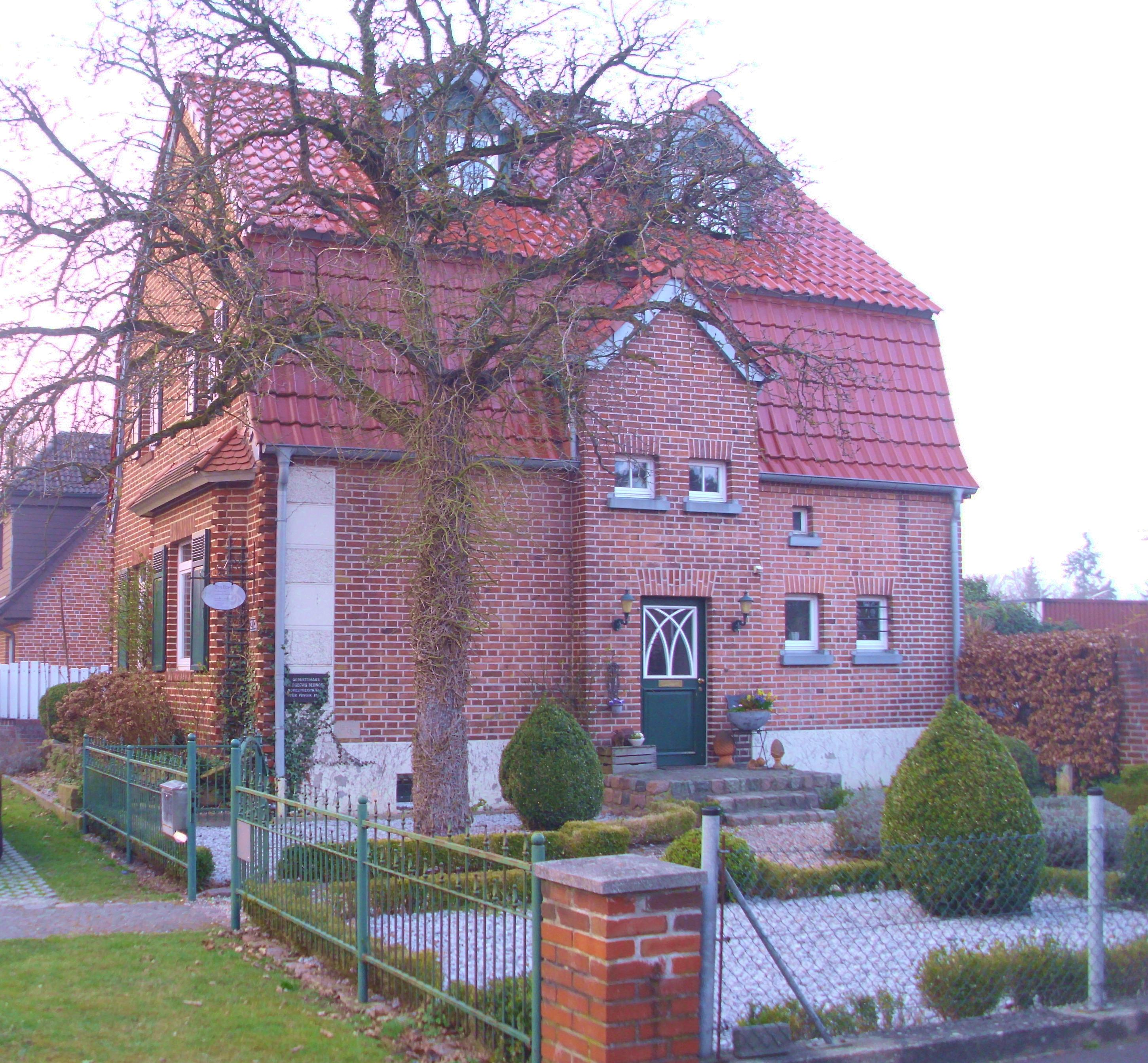
Lloc de naixement a Neuenkirchen

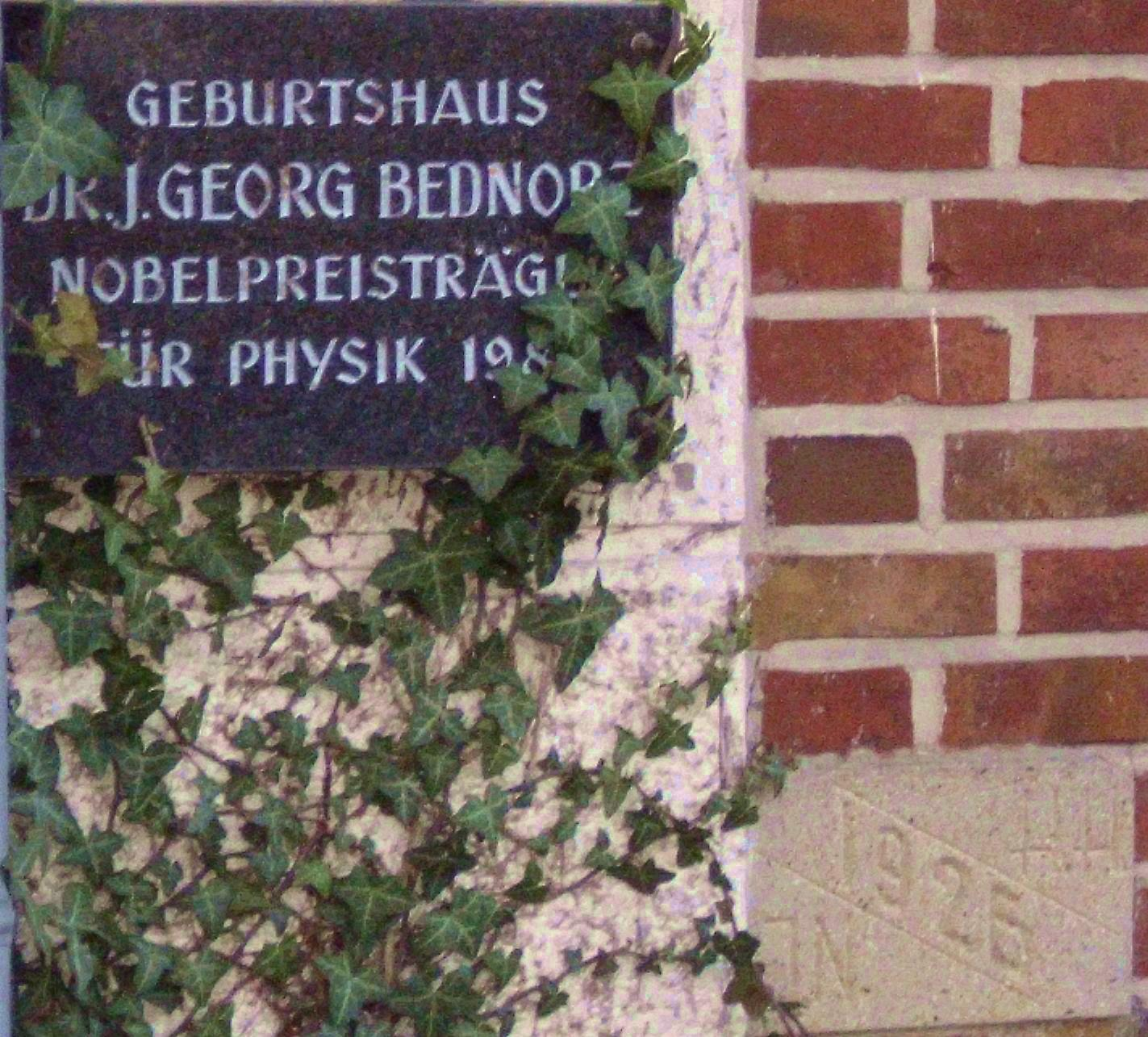
Placa commemorativa a la casa natal

El 2020 va rebre l’Ordre del Mèrit de l'Estat de Renània del Nord-Westfàlia.
El 1987 fou guardonat, al costat de Müller, amb el Premi Nobel de Física pels seus treballs sobre la superconductivitat en els materials ceràmics.
- Tretzè premi Fritz London Memorial (1987)
- Premi Dannie Heineman de l'Acadèmia de Göttingen (1987)
- Premi Robert Wichard Pohl (1987)[2]
- Premi d'eurofísica Hewlett-Packard (1988)[10]
- Premi Marcel Benoist (1986)
- Premi Nobel de Física (1987)[2]
- Premi James C. McGroddy per a nous materials (1988)
- Premi Minnie Rosen (1988)
- Premi Viktor Mortiz Goldschmidt
- Premi Otto Klung (1987)
- Associat estranger de l'Acadèmia Nacional de Ciències dels Estats Units (2018)
- Membre honorari de la Societat Suïssa de Física des de 2011